# Porphyrinia rivula
Porphyrinia rivula är en fjärilsart som beskrevs av Moore 1882. Porphyrinia rivula ingår i släktet Porphyrinia och familjen nattflyn. Inga underarter finns listade i Catalogue of Life.